# Free Soil Party

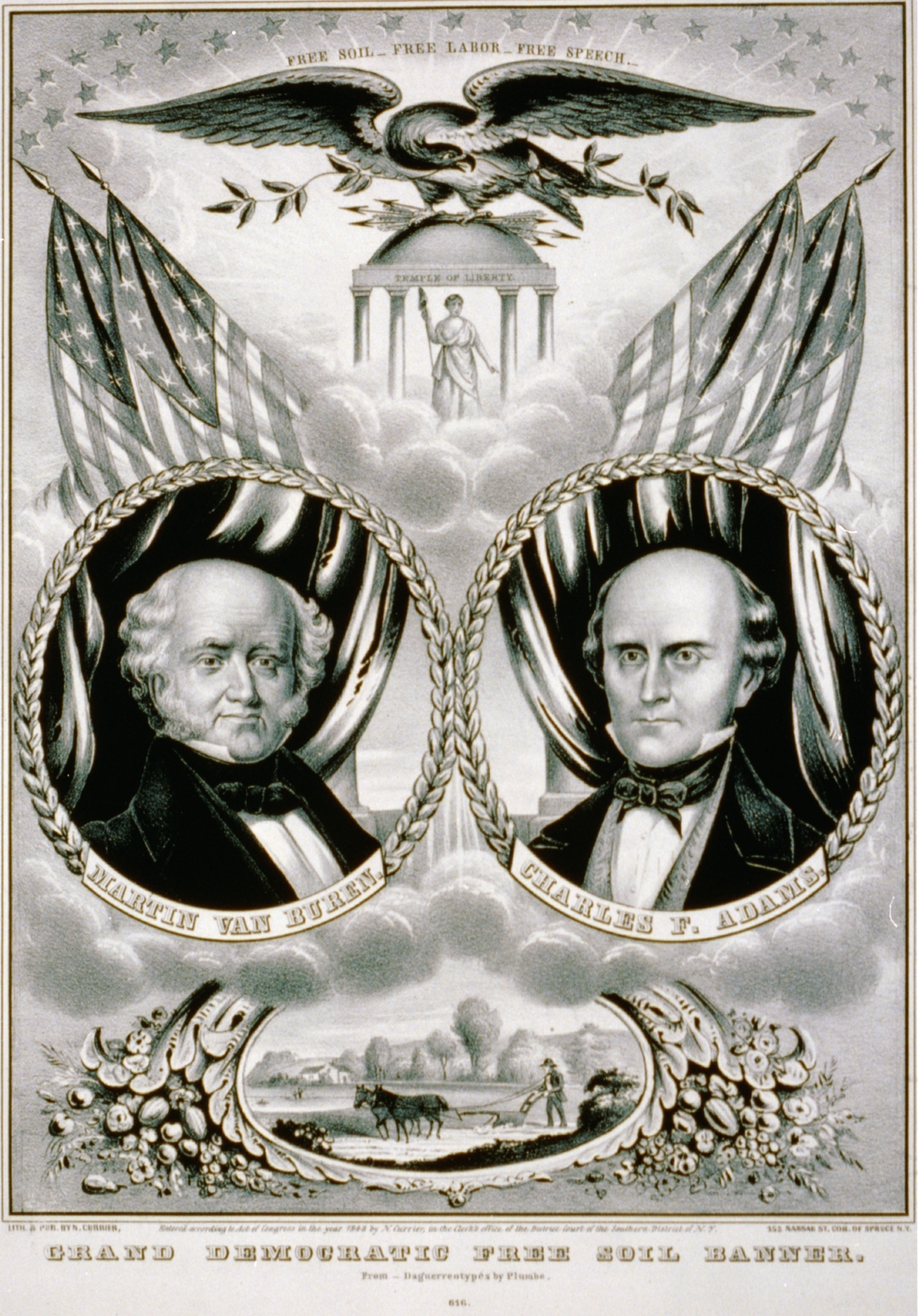
Plakat der Free Soil Party, mit Martin Van Buren und Charles Francis Adams von 1848

Die Free Soil Party (bekannt auch unter den Namen Freibodenmänner; Nationalreformer; Landreformer; Freesoilers) war eine politische Fraktion der Demokratischen Partei in den Nordstaaten der USA, die sich 1848 von dieser trennte.

## Geschichte
Die Partei wurde am 9. August 1848 in Buffalo auf einer Versammlung von 20.000 Delegierten in einem riesigen Zelt gegründet. Die Free Soil Party richtete sich vor allem an die Bewohner der Nordstaaten und erhielt Zulauf von der United States Whig Party aber auch den Demokraten. Die Liberty Party schloss sich der Bewegung an und stellte für die Präsidentschaftswahl des gleichen Jahres mit John P. Hale einen gemeinsamen Kandidaten auf. Dieser und sein Running Mate Charles Francis Adams verloren jedoch die Wahl gegen den Demokraten Martin Van Buren, der später selbst zur Free Soil Party übertreten sollte.

## Ziele der Partei
Ziel der Freesoilers war es unter anderem, die Ausbreitung der Sklaverei in den neu hinzugekommenen Bundesstaaten zu verhindern. Weitere Ziele waren die unentgeltliche Bewilligung von Land für alle Landbauern und die Verbesserung der Infrastruktur, wie etwa die Regulierung schiffbarer Flüsse, sowie die Verbesserung der Häfen auf Kosten der Regierung. 1856 vereinigte sich die Free Soil Partei nach dem Kansas-Nebraska Act mit der Republikanischen Partei. Die Free Soil Party im Staat New York, welche man Barnburners („Scheunenverbrenner“) nannte, löste sich schon 1852 auf. Die Partei stellte zweimal eigene Kandidaten bei den Präsidentschaftswahlen auf: 1848 Van Buren und Adams und 1852 John Parker Hale und George Washington Julian.

## Kritik von Gegnern
Die Free Soil Party distanzierte sich bewusst von der Abolitionisten-Bewegung, die aus moralischen Gründen die Sklaverei ablehnte. Argumentiert wurde ausschließlich mit wirtschaftlichen Argumenten. Dadurch erreichte die Partei Wählerschichten, denen die Abolitionisten zu radikal waren. Die Free Soil Partei wurde wegen ihrer Haltung von verschiedenen Seiten aus angegriffen. Die Abolitionisten vermissten die ethischen Grundprinzipien, während die sklavereibefürwortenden Kritiker der Free Soil Party unterstellten, diese würde keine Rücksicht auf die Interessen der Sklavenhalter nehmen. Die von den Freesoilers geforderte Aufhebung der Sklavenwirtschaft und die unentgeltliche Verteilung von Landbesitz an ehemalige Sklaven wurde als Versuch gesehen, bestehende Grundbesitzstrukturen aufzubrechen. Durch die mit einer solchen Landreform einhergehende mögliche Zerstückelung von Großfarmen bestünde die Möglichkeit, leichter in Landbesitz zu kommen (hier: die ehemaligen Sklaven mit schnellem Geld locken und zum Verkauf von Landreform-Flächen zu bringen).